# Красаєвка
Краса́євка (рос. Красаевка, ерз. Красаевка) — село у складі Торбеєвського району Мордовії, Росія. Входить до складу Краснопольського сільського поселення.
Населення — 281 особа (2010; 336 у 2002).
Національний склад станом на 2002 рік:
- росіяни — 93 %